# 曽我部恵一
曽我部 恵一（そかべ けいいち、1971年8月26日 - ）は、日本のシンガーソングライター。サニーデイ・サービス、曽我部恵一BANDのボーカル、ギターとしても知られる。インディーズレーベル「ROSE RECORDS」主宰。

## 来歴・概要
香川県坂出市出身。香川県大手前中学校・高等学校卒業。パンクロックを好み、赤痢などを聴いていた。
1992年、立教大学法学部在学中にサニーデイ・サービスを結成。1993年、UNDER FLOWER RECORDSからデビュー。シングルとアルバムを1枚ずつリリース。
1994年、ミディへ移籍。『星空のドライヴep』でメジャーデビュー。
1995年、メンバーチェンジののち、1stアルバム『若者たち』をリリース。同年、MIDI CREATIVE内にレーベル"HAWAII RECORDS"を設立。N.G.THREEのアルバム『ザ・マジック・ガーデン・オブ・スウィート・エヌ・ジー・スリー・ミュージック』が第一弾リリースであった。
以後、7枚のアルバムを発表。
2000年、サニーデイ・サービス解散。その後、結婚。解散後一年間は、雑誌への文章寄稿やDJ活動などを行う。
2001年、所属事務所「MUGEN」を立ち上げる。12月にレディメイドからシングル「ギター」でソロデビューするも、翌年、ユニバーサルミュージックへ移籍。2枚のアルバムを発表。
2003年、ダブルオー・テレサをバックにライブ活動を開始する。また、8月に自身のレーベル「STUDIO ROSE」を立ち上げ、インディーズ・リリースという形で、自身が気に入っているミュージシャン、tomohiro with music tape recordersと「RAYMOND TEAM」をリリースする。この2枚の発売が後のROSE RECORDSへと繋がっていく。
2004年、ユニバーサルミュージック契約終了を機に、下北沢に「ROSE RECORDS」発足。以後の自身のリリースおよび、マネージメントはすべてROSEで行うことになる。
2005年、オータコージと、ダブルオー・テレサから大塚謙一郎と上野智文を迎え、曽我部恵一BANDを結成。結成時はまだ曽我部のバックバンド的な要素が強かったが、ライブの本数の増加や、曽我部のアルバムへのレコーディング参加を経て、12月には曽我部恵一BANDとして、ライブアルバムを発表する。2006年、下北沢にレコードショップ&バー「city country city」をオープンする。また、ダブルオー・テレサ解散により、曽我部恵一BANDの活動も加速していき、2007年にはライジング・サン・ロックフェスティバルで大トリを務めるなどした。
2008年、曽我部恵一BAND結成3年目にして初のオリジナル・アルバム「キラキラ!」を発表。オリコンチャートにチャートインもした。同年夏にはサニーデイ・サービスを再結成し、ライジング・サン・ロックフェスティバルでライブを行った。2011年1月「曽我部恵一と前野健太の一週間」ライブを行う。
2016年10月からTBSラジオ「オーディナリーミュージック」の番組キュレーターを務める。
2020年4月10日、東京・下北沢にカレー専門店「カレーの店・八月」をオープンした。
2022年7月公開の映画『ビリーバーズ』の音楽を担当し、主題歌「ぼくらの歌」も歌っている。

## ディスコグラフィ

### シングル

#### 
| 発売日         | タイトル                                                  | 規格品番                                | 収録曲 | 備考                                                                                  |
| -------------- | --------------------------------------------------------- | --------------------------------------- | --- | ------------------------------------------------------------------------------------- |
| 2001年12月15日 | ギター                                                    | RMCS-0001                               | 1. ギター 2. 月 | ※アナログ7inchiあり readymade international オリコン最高55位                          |
| 2002年11月13日 | TELEPHONE LOVE                                            | UPCH-5135:CD UPJH-1029:アナログ12inchi  | 1. テレフォン・ラブ（single version） 2. 鳥 | UNIVERSAL J オリコン最高176位                                                         |
| 2003年5月12日  | White Tipi                                                | UPCH-5181:CD                            | 1. White Tipi 2. White Tipi（SUGIURUMN HOUSE MISSION MIX） 3. White Tipi（SUGIURUMN HOUSE MISSION MIX OF SOUNDTRACK）& CLIP | UNIVERSAL J オリコン最高64位、登場回数3回                                             |
| 2003年6月25日  | White Tipi 12"x 2                                         | ISJP-5007:アナログ12inchi               | 1. White Tipi 2. White Tipi（KAITO MIX） 3. White Tipi（SUGIURUMN HOUSE MISSION MIX） 4. White Tipi（FROM THE OCEAN MIX） | MCA-Polydor                                                                           |
| 2004年5月13日  | 世界のニュース〜light of the world                        |                                         | 1. 世界のニュース〜light of the world 2. 雪 | ライブ会場限定CD-R盤。 ジャケがプリンタータイプのと光沢シールの2種類あり。            |
| 2004年8月14日  | LOVE-SICK                                                 | ROSE-0006:CD ROSE-0006X:アナログ12inchi | 1. LOVE-SICK 2. RINGO追分 3. DUB-SICK 4. LOVE-LYRIC | プロモーション盤は白ジャケット仕様である。 ROSE RECORDS オリコン最高73位、登場回数4回 |
| 2004年09月15日 | 世界のニュース〜light of the world FORCE OF NATURE REMIX  | ROSE-0013X:アナログ12inchi              | - A-1.世界のニュース〜light of the world〜FORCE OF NATURE REMIX - B-2.世界のニュース〜light of the world〜FORCE OF NATURE REMIX（INST.） | ROSE RECORDS                                                                          |
| 2005年09月22日 | 君に、胸キュン。                                          | ROSE-0026:アナログ12inchi               | - A.君に、胸キュン。（SUGIURUMN featuring 曽我部恵一） - AA.悲しみにさよなら（SUMMER OF LOVE featuring 曽我部恵一） | ROSE RECORDS                                                                          |
| 2006年10月04日 | TELEPHONE LOVE                                            | ROSE-0041:アナログ12inchi               | - A.TELEPHONE LOVE -paradise jam- - B.APPLE SONG -rinne break down- | ROSE RECORDS KEIICHI SOKABE & KENTARO IWAKIによるリミックス企画シングル。             |
| 2007年06月15日 | music!                                                    | ROSE-0044:アナログ12inchi               | - A-1.music! dj yogurt @ P.D.A studio remix - AA.1.sunset reggae（daddy's tune） - AA.2.daddy's dub | ROSE RECORDS                                                                          |
| 2007年12月     | クリスマスの夢                                            |                                         | 1. クリスマスの夢 | 期間限定無料ダウンロード。                                                            |
| 2009年3月25日  | Summer '71                                                | ROSE-0071:アナログ12inchi               | - A1.Summer '71 ＜CALM's Indian Summer Mix＞ - B1.Summer '71 ＜CALM's Fly Dub＞ - B2.Summer '71 ＜Original＞ | CALMによるリミックス企画シングル。 ROSE RECORDS                                       |
| 2009年12月4日  | SOKABE plays SATIE                                        | :アナログ12inchi                        | - A ジムノペディ - B グノシエンヌ |                                                                                       |
| 2010年         | パリへ行ったことがあるかい?（シングル・ヴァージョン）     |                                         | | iTunes配信オンリー                                                                    |
| 2010年8月20日  | サマー・シンフォニー                                      | アナログ12inchi＋CD                     | - SIDE A サマー・シンフォニー/Hurry on Sundown 〜調子はどうだい? - SIDE AA（feat. PSG） サマー・シンフォニー Ver.2/サマー・シンフォニー Ver.2 （inst.） - CD サマー・シンフォニー/サマー・シンフォニー Ver.2/Hurry on Sundown 〜調子はどうだい?/サマー・シンフォニー Ver.2 （acapella）/サマー・シンフォニー （inst.） |                                                                                       |
| 2011年4月21日  | 満員電車は走る                                            |                                         | 1. 満員電車は走る 2. リズム | ROSE RECORDS                                                                          |
| 2013年2月14日  | 今日のダンス                                              |                                         | 1. 今日のダンス | ROSE RECORDS                                                                          |
| 2013年10月2日  | 6月の歌                                                   | ROSE-161 ROSE-161X:7inch                | 1. 6月の歌 2. コーヒーとアップルパイ | ROSE RECORDS オリコン最高106位                                                        |
| 2013年12月03日 | 汚染水                                                    | ROSE-163:7inch+CD                       | - A.汚染水 - B.痛快ウキウキ通り CD 1. 汚染水 2. 汚染水（インスト） 3. 汚染水（アカペラ） 4. 汚染水（bonus beats） 5. 痛快ウキウキ通り 6. ドラマーのビートで踊れ! | ROSE RECORDS                                                                          |
| 2014年02月14日 | それはぼくぢゃないよ                                      | ROSE-166:7inch                          | - それはぼくぢゃないよ（大瀧詠一カバー） | ROSE RECORDS                                                                          |
| 2014年4月12日  | 四月EP                                                    | ROSE170:12inch+CD                       | DISCO side 1. リスボン Al Kent Version 2. リスボン Al Kent Instrumental Version 3. ちりぬるを New Mix 4. ちりぬるを あらべぇ Remix 家 side 1. ワンダーランド 2. バラの日 3. ハイウェイブルー 4. 映画館 5. クッキー 6. きみとすれ違ったのに気付かない振りをした                                                         | ROSE RECORDS                                                                          |
| 2014年9月25日  | 氷穴EP                                                    | ROSE178                                 | 1. スパンコール 2. レモンティー 3. 日々 4. 若者達の心にしみる歌の数々 5. 夢の中の人 | 配信サイトOTOTOY限定                                                                  |
| 2014年12月10日 | bluest blues                                              |                                         | 1. bluest blues 2. たまにはぼくの家に遊びに来ませんか | ROSE RECORDS                                                                          |
| 2019年10月18日 | 結婚しようよ / 曽我部恵一と後藤まりこ                     |                                         | 1. 結婚しようよ 2. 銭がなけりゃ 3. 結婚しようよ (オリジナル・カラオケ) | ROSE RECORDS                                                                          |
| 2020年5月8日   | Sometime In Tokyo City                                    |                                         | 1. Sometime In Tokyo City | ROSE RECORDS                                                                          |
| 2020年8月14日  | 永久ミント機関                                            |                                         | 1. 永久ミント機関 2. 永久ミント機関 (Short Version) | ROSE RECORDS                                                                          |
| 2020年8月26日  | 戦争反対音頭                                              |                                         | 1. 戦争反対音頭 | ROSE RECORDS                                                                          |
| 2021年6月23日  | Emotional                                                 |                                         | 1. Emotional | ROSE RECORDS                                                                          |
| 2021年8月26日  | Summer '71 -2021 Revisited- / 曽我部恵一&Hiroshi Watanabe |                                         | 1. Summer '71 -2021 Revisited- 2. Summer '71 -2021 Revisited- (Beatless Mix) | ROSE RECORDS                                                                          |
| 2022年4月15日  | そしてきみと春を待つ                                      |                                         | 1. そしてきみと春を待つ | ROSE RECORDS                                                                          |
| 2022年4月23日  | プリンのようなあかるい午後                                |                                         | 1. プリンのようなあかるい午後 | ROSE RECORDS                                                                          |
| 2022年4月30日  | やっぱり猫はプリンが好き                                  |                                         | 1. やっぱり猫はプリンが好き | ROSE RECORDS                                                                          |
| 2022年4月30日  | たまねぎの味噌汁はおきらいですか                          |                                         | 1. たまねぎの味噌汁はおきらいですか | ROSE RECORDS                                                                          |
| 2022年5月7日   | プリンはなんにも知らないけれど                            |                                         | 1. プリンはなんにも知らないけれど 2. プリンはなんにも知らないけれど (Inst.) | ROSE RECORDS                                                                          |
| 2022年5月14日  | 人生はひっかけもんだい                                    |                                         | 1. 人生はひっかけもんだい 2. 人生はひっかけもんだい (Inst.) | ROSE RECORDS                                                                          |
| 2022年5月21日  | きょうの旅                                                |                                         | 1. きょうの旅 | ROSE RECORDS                                                                          |
| 2022年6月4日   | だいすき                                                  |                                         | 1. だいすき | ROSE RECORDS                                                                          |
| 2022年6月4日   | 4月の午後に恋をしたくなる                                 |                                         | 1. 4月の午後に恋をしたくなる | ROSE RECORDS                                                                          |
| 2022年10月13日 | まぶしい世界                                              |                                         | 1. まぶしい世界 | ROSE RECORDS                                                                          |
| 2023年1月6日   | カモン! / 東京ぐらし                                      |                                         | 1. カモン! 2. 東京ぐらし | ROSE RECORDS                                                                          |
| 2023年5月13日  | どこだっていい                                            |                                         | 1. どこだっていい | ROSE RECORDS                                                                          |
| 2023年5月13日  | 愛と言え                                                  |                                         | 1. 愛と言え | ROSE RECORDS                                                                          |
| 2023年9月20日  | まる。                                                    |                                         | 1. まる。 | ROSE RECORDS                                                                          |
| 2023年10月30日 | 運命とたたかえ                                            |                                         | 1. 運命とたたかえ | ROSE RECORDS                                                                          |
| 2023年11月26日 | メタモルフォーゼラブ                                      |                                         | 1. メタモルフォーゼラブ | ROSE RECORDS                                                                          |

#### 曽我部恵一BAND
| 発売日                                      | タイトル                                      | 規格品番                       | 収録曲 | 備考 |
| ------------------------------------------- | --------------------------------------------- | ------------------------------ | --- | --- |
| 2005年12月7日                               | 世界のニュース〜light of the world！          |                                | 1. 世界のニュース〜light of the world! LIVE2005@ZEPP TOKYO 2. FIRE ENGINE LIVE2005@LIQUID ROOM EBISU                                                                                           | ホームページにてリリース（期間限定無料ダウンロード） |
| 2005年12月24日                              | クリスマスにほしいもの -what we want version- |                                | | ホームページにてリリース（期間限定無料ダウンロード） |
| 限定盤：2007年10月14日 流通盤：2008年3月2日 | 魔法のバスに乗って                            | ROSE-0054                      | 1. 魔法のバスに乗って 2. レインボーガール 3. 青空 4. 青空DUB | ※アナログ12inchiあり ROSE RECORDS オリコン最高59位、登場回数4回 2007年発売のライブ会場限定盤は、初期販売分だけカラー写真を使用した別ジャケットになっている。                               |
| 2009年2月6日                                | ほし                                          | ROSE-0073:CD ROSE-0073X:12inch | 1. ほし 2. ラララ 3. ロックンロールボーイ 4. ほし TRAKS BOYS REMIX ... and a special secret track!!（ロックンロールボーイRE-MIX）                                                              | オリコン最高90位、登場回数3回 プロモーション・オンリー盤はマスタリング前の3曲入り仕様になっている。アナログ12inchiは「ほし TRAKS BOYS REMIX」がA面仕様で、シークレット・トラックが未収録。 |
| 2009年5月10日                               | 思い出のアルバム                              |                                | | iTunes配信オンリー |
| 2009年10月9日                               | プレゼント                                    | ROSE-94:CD ROSE-94X:7inch      | 1. プレゼント 2. 夜明け前（リードvo 上野智文） 3. うまくうたえるかな（リードvo 大塚謙一郎） | ROSE RECORDS オリコン最高106位 ANALOG-7INCHは限定500枚プレスで、曽我部恵一の完全手作りジャケットになっている。                                                                             |
| 2012年3月12日                               | ロックンロール                                | ROSE-130:CD+7inch              | - A.ロックンロール TOFUBEATS REMIX - B.ロックンロール ORIGINAL | ROSE RECORDS |
| 2012年6月29日                               | サーカス                                      | ROSE-135:CD+7inch              | - A.サーカス - B.サーカス （Inst.） CD 1. サーカス （ライブ＠福岡） 2. サーカス （スカート remix inst.） 3. サーカス （スカート remix） 4. サーカス （アカペラ） 5. サーカス （night version） | ROSE RECORDS |
| 2012年7月9日                                | スウィング時代 DJ YOGURT & KOYAS REMIX        | ROSE-134:CD+7inch              | - A.スウィング時代 （DJ YOGURT & KOYAS REMIX） - B.STARS （DJ YOGURT & KOYAS REMIX） | ROSE RECORDS |

#### 曽我部恵一ランデヴーバンド
- ふたりの恋はおわったよ（2008年）※アナログ7inchi
  - 3000セット限定『RENDEZVOUS BOX』収録。クレジットは「ソカベ・ケイイチ・ランデヴー・バンド」。

A.ふたりの恋はおわったよ（Leur amour eat Fini）
B.ある夜の情景（Une scene nocurne）
- 浜辺（2009年12月20日）
  - DVD『東京360分』同梱DISC。

### アルバム

#### 曽我部恵一ランデヴーバンド
- おはよう（2007年12月12日）※アナログ盤あり

女たち/our house/雨の日の子供たちのための組曲/太陽のある風景/砂漠/街のあかり/ふたりの恋はおわったよ/長い髪の女の子/ドリームボート/遠い光
- ランデヴー・コンサート（2008年3月）
  - 3000セット限定『RENDEZVOUS BOX』のDisc2。400枚限定で単品アナログ盤（2枚組）もある。

intro/our house/かげろう/雨の日の子供たちのための組曲/テレフォン・ラブ/街のあかり/おとなになんかならないで/長い髪の女の子/遠い光/24時のブルース

### DVD

#### 曽我部恵一 with ダブルオー・テレサ
- 無政府主義的恋愛（2005年3月25日）ROSE-0016
  - 非売品ダイジェスト版VHSも存在。

サンデイ/スワン/シモーヌ/she's a rider/きみの愛だけがぼくのハートをこわす/浜辺/真昼のできごと/りんご追分/セブンティーン/ねむれないあの娘のために/you are my sunshine/アコースティック・ギター幻想曲/96粒の涙/ストーミー/ジュークボックス・ブルース/FIRE ENGINE/テレフォン・ラブ/トーキョー・ストーリー/青春狂走曲/瞬間と永遠/ギター/LOVE-SICK/STARS/ミュージック!/ここで逢いましょう/おとなになんかならないで/mellow mind

#### 曽我部恵一
- NAKED SONG（2007年5月21日）ROSE-0048

モナリザの微笑/Jellies/おはよう/ブルーのこころ/96粒の涙/FIRE ENGINE/セブンティーン/時計をとめて夜待てば/JET/愛と笑いの夜/ラブ　セレナーデ/月光荘/吉祥寺/東京/東京 2006 冬/成長するってこと

#### 曽我部恵一BAND
- 五月の濡れた塔（2007年6月30日）
  - ライヴ会場・通販限定販売。

恋人たちのロック/さよなら!街の恋人たち/有名になりたい/ジュークボックス・ブルース/ハルコROCK/3つの部屋/海の向こうで/ねむれないあの娘のために/セブンティーン/スウィング時代/吉祥寺/シルバー・スター/ここで逢いましょう/土曜の夜に/スロウライダー/トーキョー・ストーリー/今日を生きよう/幻の季節/カーニバルの灯/浜辺/ラブ・セレナーデ/FIRE ENGINE/テレフォン・ラブ/どこかでだれかが/魔法/あたらしいうた/シモーヌ/きみの愛だけがぼくのハートをこわす/瞬間と永遠/青春狂走曲/STARS/LOVE-SICK　
- 六月の鯨（2008年8月5日）
  - ライヴ会場・通販限定販売。

恋人たちのロック/トーキョーストーリー/天使/結婚しよう/キラキラ!/海のむこうで/海とオートバイ/五月になると彼女は/有名になりたい/ジュークボックスブルース/ハルコROCK/チワワちゃん/テレフォンラブ/スウィング時代/サニー/まちぼうけ/あたらしいうた/街角のうた/胸いっぱい/シモーヌ/LOVE-SICK/青春狂走曲/魔法のバスに乗って/恋におちたら/STARS/mellow mind
- 永い夜（2009年4月）
  - 「永い夜」PV1曲のみが収録されたプロモーション・オンリーDVD。
- 曽我部恵一BAND TSUTAYA店頭用DVD（2009年8月）
  - TSUTAYA店頭上映用PV集。これでしか視聴することが出来ない映像も含まれている。

魔法のバスに乗って/キラキラ!（LIVE＠千葉LOOK）/ほし/永い夜/思い出のアルバム
- ハピネスLIVE！（2009年10月2日）
  - ライヴ会場・通販限定販売。

恋人たちのロック/トーキョー・ストーリー/海の向こうで/5月になると彼女は/キラキラ!/I ♡MY LIFE/がいこつ/明日と夢を/ハピネス!/東京ディズニーランド/ほし/サニー/知らない世界へ/テレフォン・ラブ/ミュージック!/街角のうた/思い出のアルバム/シモーヌ/LOVE-SICK/でっかい太陽/永い夜/青春狂走曲/魔法のバスに乗って/Pure & True/STARS/mellow mind

#### 曽我部恵一ランデヴーバンド
- ランデヴー・コンサートFILM 1月30日九段会館（2008年3月）
  - ライヴ会場・通販限定販売『RENDEZVOUS BOX』のDISC.3

女たち/our house/太陽のある風景/砂漠/街のあかり/ふたりの恋はおわったよ/テレフォン・ラブ/長い髪の女の子/遠い光/24時のブルース

#### その他
- 東京360分（2009年12月20日）
  - ROSE RECORDS 5周年アニバーサリー・イベントとして恵比寿LIQUIDROOMで行われた＜東京360分＞を追ったドキュメンタリー作品。

### ボーカル、演奏参加作品
| 発売日         | タイトル                                                                           | 規格品番          | 収録曲 |
| -------------- | ---------------------------------------------------------------------------------- | ----------------- | --- |
| 1996年12月16日 | プログレマン〜エンケントリビュート                                                 | PCCA-01054        | カレーライス |
| 1996年         | Spirit Of The Blues - Evolve Or Die                                                | PCD-5687          | I Just Want To Make Love To You                                                                                 |
| 1997年4月25日  | ア・シンプル・マン 〜ハル・ハートリー映画音楽カヴァー・コンピレーション            | PSCR-5594         | 「シンプルメン」オープニング・クレジット                                                                        |
| 1997年         | the folk champions「もうすぐ夏です」                                               |                   | ※100枚限定非売品カラー7インチ盤。中村ジョーと曽我部の二人ユニット。                                             |
| 1998年         | takako minekawa & keiichi sokabe「cocomo」                                         |                   | ※100枚限定非売品カラー7インチ盤                                                                                 |
| 1999年6月18日  | We Love butchers                                                                   | ZIKS-95           | 4月 |
| 1999年10月22日 | 『港のロキシー』オリジナルサウンドトラック                                         | MDCL-1359         | たそがれる海の城                                                                                                |
| 2000年12月13日 | SUGIURUMN『MUSIC IS THE KEY OF LIFE』                                              | MDCL-1403         | WEEKEND |
| 2001年07月02日 | イヤーディスク コンピレーションアルバム                                            | EAR-5             | EAR |
| 2002年09月15日 | 僕の手につかまって                                                                 | EAR-007           | 曽我部恵一、灰野敬二、ボンスター、友直「僕の手につかまって」                                                    |
| 2001年         | 生きる                                                                             |                   | 曽我部恵一、灰野敬二、ボンスター、友直「海へ」                                                                  |
| 2002年07月10日 | LIFE MUSIC                                                                         | CXCA-1098         | MELLOW BOY |
| 2002年3月31日  | 戦争に反対する唯一の手段は。-ピチカート・ファイヴのうたとことば-                   | RMCA-1002         | メッセージ・ソング                                                                                              |
| 2002年5月22日  | HAPPY END PARADE 〜tribute to はっぴいえんど〜                                     | VICL-60881/2      | 空いろのくれよん                                                                                                |
| 2002年12月26日 | TSUTCHIE『THANKS FOR LISTENING』                                                   | CTCR-14233        | カフェインの女王                                                                                                |
| 2004年4月21日  | SWEET DREAMS for fishmans                                                          | NGCS-1001         | BABY BLUE |
| 2004年6月23日  | SUGIURUMN『our history is made in the night』                                      | Electrify My Love | CRCP-40070 |
| 2004年9月8日   | TRIBUTE TO YMO                                                                     | IDCA-1018         | SUGIURUMN featuring 曽我部恵一「君に、胸キュン。-浮気なヴァカンス-」                                            |
| 2004年9月29日  | COZY HOTELS FOR THE EVENING                                                        | CTCR-14377        | スロウモーション (avex version)                                                                                 |
| 2004年12月20日 | 私たちの音楽 vol.1                                                                 | ROSE-0015         | 愛のゆくえ 第二幕 今日の印象 十二月                                                                             |
| 2005年9月22日  | SUMMER OF LOVE『SUMMER OF LOVE』                                                   | TOCT-25732        | 悲しみにさよなら                                                                                                |
| 2005年12月9日  | Yuichiro Kato『Pouring』                                                           | MUCOCD-013        | Mother |
| 2006年04月05日 | LAST DAYS 〜tribut to Mr.K〜                                                       | AVCF-22746        | ラヴ セレナーデ (avex version)                                                                                  |
| 2006年8月30日  | Niagara SUMMER 〜Niagara Cover Special                                             | TOWER-1014        | A面で恋をして（ナイアガラ・トライアングルのカバー）                                                             |
| 2006年11月2日  | マニアの受難 Original Sound Track                                                  | COCP-33980        | スカンピン |
| 2006年11月22日 | Apple of his eye りんごの子守唄（青盤）                                            | VACM-1296         | I'm So Tired |
| 2007年1月17日  | JOINT FOR BOB MARLEY                                                               | QWCF-10004        | 曽我部恵一BAND「I shot the sheriff」                                                                            |
| 2007年3月7日   | Fairlife『パンと羊とラブレター』                                                   | SECL-491          | 風とスカート |
| 2007年3月21日  | ムーンライダーズ 30th Premium DVD-BOX Disk2                                        | XT-2376/8         | スカンピン |
| 2007年6月2日   | DVD『日常〜恋の声〜』                                                              | SSMP-0003         | 「日常〜恋の声〜」主題歌（「ブルー」別ヴァージョン）                                                            |
| 2007年10月10日 | ジョビニアーナ 〜愛と微笑みと花                                                    | AICL-1859         | The Girl From Ipanema                                                                                           |
| 2007年10月10日 | 赤色エレジーマニア                                                                 | 4R-0003           | 曽我部恵一と藤田陽子「赤色エレジー」                                                                            |
| 2007年11月21日 | Apple of our eye りんごの子守唄（白盤）                                            | VACM-1330         | 湯川潮音+曽我部恵一「Look At Me」 曽我部恵一+小池光子「Grow Old With Me」                                       |
| 2008年1月21日  | Till You Learn                                                                     | ROSE-55           | 曽我部恵一ランデヴーバンド「街のあかり zeeko remix (unchain)」 曽我部恵一ランデヴーバンド「砂漠 (12inchi-Mix)」 |
| 2008年5月      | JET SET 10TH ANNIVERSARY                                                           | 非売品12inchi     | SUNDAY MORNING                                                                                                  |
| 2008年7月23日  | LOVERS ROCK NITE CREW『NO.1』                                                      | GRGAJ-0002        | HELPLESS |
| 2008年8月      | umie friendes                                                                      |                   | コーヒーと恋愛 (LIVE)                                                                                           |
| 2008年8月10日  | un deux trois-Mémoires de EAU CAFE Shonan                                          | ECR-139001        | 曽我部恵一、田中貴、新井仁「週末 〜2006年夏 eau cafe shonanにて〜 (LIVE)」                                      |
| 2008年9月13日  | 「KAIKOO meets REVOLUTION」                                                        | POPDVD-102        | 曽我部恵一ランデヴーバンド「テレフォン・ラブ (LIVE)」                                                           |
| 2008年9月24日  | 赤塚不二夫トリビュート 〜四十一才の春だから〜                                      | DFCL-1490         | 曽我部恵一BAND「天才バカボン レコードサイズ」                                                                   |
| 2008年10月8日  | Search Out The Jams 〜THE POGO tribute album〜                                     | THCA-64           | BABY BABY |
| 2008年12月12日 | Perfect! -Tokyo Independent Music-                                                 | ROSE-72           | 藤原ヒロシと曽我部恵一「Perfect」                                                                               |
| 2009年2月27日  | Disney Rocks!                                                                      |                   | 「星に願いを[ピノキオ] & 小さな世界（日本語ヴァージョン）[ニューヨーク・ワールドフェア]」                       |
| 2009年3月4日   | にほんのうた 第三集                                                                | RZCM-46136        | 荒城の月 |
| 2009年3月25日  | セックス・ピストルズ トリビュート・アルバム『P・T・A! 〜Pistols Tribute Anthem〜』 | PECA-44006        | 分かってたまるか                                                                                                |
| 2009年6月9日   | 愛について                                                                         | EAR-009           | AM 5 |
| 2009年9月9日   | FreeTEMPO トリビュート・アルバム『"COVERS" FreeTEMPO COVERED ALBUM』               | POCS-1029         | Sky High |
| 2009年10月21日 | くるり トリビュート・アルバム『くるり鶏びゅ〜と』                                  | BNCL-40           | さよならストレンジャー                                                                                          |
| 2010年2月3日   | Fairlife『みちくさ日和』                                                           | SECL-842          | 愛妻日和 |
| 2010年3月3日   | Disney Rocks!!                                                                     |                   | 曽我部恵一BAND「美女と野獣（日本語ヴァージョン）」                                                              |
| 2010年3月21日  | オムニバス1 〜大瀧詠一ファーストアルバムカバー集 (1980〜2010)〜                    | DDCB-12340        | びんぼう |
| 2010年4月21日  | 家族時間 〜パパも一緒にうたいたい!〜                                               | BNCL-44           | ビューティフル・サンデー                                                                                        |
| 2010年7月7日   | YOKO KANNO『SURELY SOMEDAY』                                                       | GTCA-32           | 菅野よう子×曽我部恵一「バンドやろうぜ」                                                                         |
| 2010年7月7日   | NHK みいつけた! パレード                                                           | WPCL-10814        | みいつけた!さん オープニング                                                                                    |
| 2010年9月3日   | 4-DIMENSION MUSIC THERAPY 〜Tribute to GARORINZ〜                                  | CH-80             | Queen |
| 2011年2月23日  | 仲井戸麗市 トリビュート・アルバム『OK!!! C'MON CHABO!!!』                          | TKCA-73623        | さなえちゃん |
| 2011年12月14日 | Happy Holidays! 〜CITY POPS COVERS〜                                               | AQCD-50628        | SUGIURUMN featuring 曽我部恵一「君に、胸キュン。 -浮気なヴァカンス-」                                           |
| 2012年3月21日  | Happy Holidays!〜80's POPS COVERS〜                                                | AQCD-50658        | 風立ちぬ / 一十三十一 produced by 曽我部恵一                                                                    |
| 2012年5月23日  | 東京こんぴ 藍盤                                                                    | VICL-63874        | 東京 2006 冬 |
| 2012年8月8日   | DANCING MOODS SKA,REGGAE,PARTY MIXED BY DUB MASTER X                               | XQKF-1029         | HELPLESS feat. 曽我部恵一                                                                                       |
| 2013年3月6日   | 奥田民生・カバーズ2                                                                | KSCL-30009        | 恋のかけら / 曽我部恵一BAND                                                                                     |
| 2013年3月20日  | おうたROCK -Sing and Dance with Kids-                                              | VICG-60768        | |
| 2013年6月5日   | エレ片・曽我部恵一BAND・NONA REEVES・SCOOBIE DO・THEポッシボー・Negicco            | （配信）          | 月が今夜笑ってるから、ぼくらそっと東京の空を見上げる                                                            |
| 2013年10月30日 | tonari session's『海街アーカイブ』                                                 | NROL-003          | 海街アーカイブ feat. 曽我部恵一                                                                                 |
| 2013年12月18日 | エレファントカシマシ カヴァーアルバム2 A Tribute To The Elephant Kashimashi        | UMCK-1468         | デーデ |
| 2013年12月18日 | カーネーション トリビュート・アルバム『なんできみはぼくよりぼくのことくわしいの?』 | PCD-28023         | Edo River |
| 2014年10月21日 | 今夜、地球の音楽では 〜ローズレコーズ・コンピレーション〜                          | ROSE-175          | baby blue |
| 2014年10月29日 | TWILIGHT TIME                                                                      | XQKF-1083         | 個人的メッセージ                                                                                                |
| 2014年11月19日 | モナレコードのおいしいおんがく BEST & FINAL                                        | SLMN-1038         | mona records クロージングタイム・テーマ                                                                         |
| 2015年3月25日  | ベスト オブ ハバねこポッセ 2                                                       | GLADI-024         | ネコを飼いたかったのに                                                                                          |
| 2015年12月23日 | TVアニメ『コンクリート・レボルティオ〜超人幻想〜』神化・傑作曲集                   | LACA-15533        | バンバンバン |
| 2015年12月23日 | JUST LIKE HONEY -『ハチミツ』20th Anniversary Tribute-                             | UPCH-2065         | 君と暮らせたら / 初恋の嵐 feat. 曽我部恵一                                                                      |
| 2015年12月23日 | ROCK IN DISNEY YEAR END PARTY!                                                     | AVCW-63121        | 美女と野獣 / 曽我部恵一BAND                                                                                     |
| 2016年03月09日 | あらかじめ決められた恋人たちへ『After dance/Before sunrise』                       | DDCZ-2075         | gone feat. 曽我部恵一                                                                                           |

### リミックス作品
- 少年ナイフ 「オウムのポリネシア」（1997年1月22日）※「SUPER MIX」収録
- 浜崎あゆみ 「Boys & Girs（Inskadisco mix） Remixed by THE GROUPE featuring Sokabe Keiichi」（2000年3月8日）※「ayu-mi-x II version JPN」収録
- くるり「GUILTY "studio rose painting"」（2002年）※未発表
- KAO 「愛の唄（曽我部恵一 re-work）」（2006年6月7日）※「a jewel box」収録
- ホテルニュートーキョー 「東京ワルツ（曽我部恵一 REWORK - featuring 大黒スケッチ）」（2006年）※「ホテル ニュートーキョー/東京ワルツ Remixes」収録
- 曽我部恵一 「DUB CITY」（2007年3月）※アルバム「LOVE CITY」のリミックス（未発表）
- 神さま 「SEX REMIX〈Remixed by DJ女性上位時代 a.k.a. 曽我部恵一〉」（2009年5月）※「神さま登場」収録
- ソウル・フラワー・ユニオン 「閃光花火〜曽我部恵一の線上ダブ盆唄編〈2009リミックス〉」（2010年1月1日）※「アクア・ヴィテ」収録
- グソクムズ 「あるサンセット(Sokabe's 愛の水浴びMix)」（2024年8月7日）

### 演奏参加作品
- ホフディラン 「8/6」（1997年）
- 中村一義 「歌」（1998年8月5日）
- カーネーション 「なにかきみの大切なものくれるかい」（1999年2月10日）※「Parakeet&Ghost」収録
- デイジー 「可憐な君」（2000年）
- northern bright 「COME ON NOW」（2001年）
- CORNER 「ビルの屋上で」（2003年8月20日）※「走るナマケモノ」収録
- 豊田道倫 「うなぎデート」（2005年12月2日）※「東京の恋人」収録
- ラヴァーズ・ロック・ナイト・クルー 「ヘルプレス feat. 曽我部恵一」（2009年4月29日）※「サンデー・アフターヌーン」収録
- RYUKYUDISKO 「1978 feat. 曽我部恵一」（2009年9月23日）※「pleasure」収録

### 曲提供作品
- 鈴木祥子 「午後の坂道で」（1997年3月1日） ※作詞
- 桑田貴子 
  - 「きみの窓から」（1997年8月6日）
  - 「恋は風に乗って」（1997年8月6日）
- hàl
  - 「もう青い鳥は飛ばない」（1998年3月21日）　※クレジットは丸木戸定男
  - 「二十歳のころ」（1999年5月21日） ※クレジットは丸木戸定男
  - 「オートバイ」（2000年10月4日） ※クレジットは丸木戸定男
- ムーンライダーズ 「恋人が眠ったあとに歌う唄」（1998年5月30日） ※作詞
- HEACO 「夜の約束」（1999年）
- Yoshihiko Inohara,Junichi Okada　「恋のメロディ」（2000年8月9日）
- キタキマユ　「愛はメッセージ」（2001年12月5日）
- 中村雅俊
  - 「虹の少女」（2002年9月20日）
  - 「雨の日の恋人たち」（2002年9月20日）
- 小泉今日子　
  - 「Japanese Beauty」（2003年4月23日）
  - 「また逢いましょう」（2003年4月23日）
- THE COLLECTORS　「ぼくは花」（2006年）
- Konoha Hoshino　「江ノ島」（2007年） ※カバー
- リクオ　「恋人たちのロック」（2008年） ※カバー
- 柚木隆一郎　「FOOL JERK」（2008年）
- SHANTY-NOB feat. AMADORI　「青春狂走曲」（2008年11月19日） ※カバー、「LOVERS COVERS SWEET」収録
- Port of Notes　「私の街」（2009年11月4日） ※作詞
- ワンリルキス　「忘れられないよ」（2013年9月11日）
- 内田真礼　「あの人に会いたい」（2019年10月2日）
- 20th Century　「夢の島セレナーデ」（2022年5月23日）
- RYUTist　「春風烈歌」（2024年3月6日）

### プロデュース作品（アルバム）
- N.G.THREE 「the magic garden of sweet NG3 music」（1995年7月20日）
- イノトモ 「星と花」（1999年12月16日）
- 松田マヨ 「夏」（2000年8月23日）
- 関美彦
  - 「FIVE FASY PIECES」（2001年）
  - 「SEX,LOVE&SEA」（2001年）
  - 「スピルバーグ」（2004年1月15日）
- ダブルオー・テレサ
  - 「トゥインクル」（2002年5月24日）
  - 「ダブルオー・テレサ」（2003年10月22日）
- 柳田久美子
  - 「絵になる歌」（2002年）
  - 「リトル・バイ・リトル」（2005年7月25日）
- エレキコミック 「エレベスト」（2005年10月26日）※「エレキコミックの本」（2005年9月16日、太田出版） - 付録DVDにはエレキコミックス（曽我部参加）のライヴ映像が収録されている。
- 鈴木慶一
  - 「ヘイト船長とラヴ航海士 〜鈴木慶一 Produced by 曽我部恵一〜」（2008年2月20日）
  - 「シーシック・セイラーズ登場! 」（2009年7月22日）
- 豊田道倫 「ギター」（2009年4月17日）
- 神さま 「神さま登場」（2009年5月18日）
- 一十三十一 「Letters」（2009年9月23日）

### プロデュース作品（楽曲）
- 栗原淳
  - 「つつじの蜜」（1997年）
  - 「黄色いバラ」（1997年2月5日）※「月の王」収録
  - 「待ちあわせ 」（1997年2月5日）※「月の王」収録
  - 「もう夏はいらない」（1997年2月5日）※「月の王」収録
- the trash can sinatras「snow」（1999年）※プロモーション用アナログ7inchiもあり。再発盤には曽我部も出演したライヴのDVDが付いている。
- 柳田久美子 「8月の虹」（2001年8月22日）※「8月の虹」(SINGLE)収録
- キタキマユ 「あなただけI LOVE YOU」（2001年10月24日）※「ナカナイデ」(SINGLE)収録
- 関美彦 「happiness is a sad song」（2003年）
- TOKIO
  - 「ブルドッグ」（2004年9月1日）※「TOK10」収録
  - 「100%…SOかもね!」（2004年9月1日）※「TOKI10」収録
- THE ROOKIE OUTSIDER 「UFOミステリー」（2005年7月6日）※「新宿サンクチュアリ」収録
- Jackson vibe 「LOVER'S ROCK」（2008年6月4日）※「VIBES」収録
- フラワーカンパニーズ 「深夜高速（Acoustic）」（2010年3月31日）※シングル「元少年の歌」収録

### 映像監督作品
- サニーデイ・サービス 「魔法」（2000年7月26日）
- benzo 「ECHOES」（2000年9月21日）
- 曽我部恵一
  - 「おとなになんかならないで」（2002年9月25日）※監督名は「アンジェラ・デリンスキー」
  - 「テレフォン・ラブ」（2002年11月13日）※監督名は「アンジェラ・デリンスキー」
  - 「鳥」（2002年9月25日）※監督名は「アンジェラ・デリンスキー」
  - 「White Tipi」（2003年5月21日）
  - 「LOVE-SICK」（2004年8月14日）
  - 「パリへ行ったことがあるかい?」（2010年）
- 短編映画「無題」（2004年）※主演・曽我部恵一、吉満ひろゆき
- ドキュメンタリー「無政府主義的行動学」（2005年3月25日）※DVD「無政府主義的恋愛」特典映像
- 島津田四郎 feat. 曽我部恵一 「無題」（2006年8月）

### 本
- 昨日・今日・明日（1999年12月12日、角川書店・（文庫版：2009年11月12日、ちくま文庫））
- 虹を見たかい?（2007年5月21日、白夜書房）
- 曽我部恵一詩集（2009年5月25日、岩崎書店）
- いい匂いのする方へ（2023年1月26日、光文社）

### ラジオ
- 東京海上日動 ROUTE38（2009年10月3日 - 2010年8月28日、TOKYO FM系）
- オーディナリーミュージック（2016年10月3日 - 、TBSラジオ）
- PINK MOON RADIO（2020年11月30日 - 、(奇数月 最終日曜日 23:00-25:00) α-STATION）[3]

### テレビドラマ
- ある日、下北沢で（2024年3月17日、TOKYO MX）[4]

### 配信ドラマ
- それ忘れてくださいって言いましたけど。（2022年4月23日 - 6月11日、Paravi） - ソカベ 役[5]

### テレビ
- 家、ついて行ってイイですか?（2025年4月20日、テレビ東京）

## ライブツアー

### 曽我部恵一
- ファースト・ライヴ・ツアー2002（2002年11月15日 - 12月11日）※11公演
  - バンドメンバーは、伊賀航（ベース）、北山ゆう子（ドラム）、高野勲（キーボード）、木暮晋也（ギター）
- 世田谷ツアー（2002年12月18日 - 2003年1月24日）※5公演。世田谷区内にあるライブハウスでのイベント出演
- 曽我部恵一withダブルオー・テレサ 『keiichi sokabe LIVE TOUR2003』（2003年9月8日 - 10月15日）※20公演、10月3日、京都・磔磔のみ、ソロでのアコースティックライブ
- 曽我部恵一withダブルオー・テレサ 『ROCK'N'ROLL LOVE TOUR』（2004年5月1日 - 5月29日）※8公演。新潟ではアフター・パーティもあり
- タワーレコード・インストア・ツアー（2004年6月12日 - 7月25日）※11公演。ソロでのアコースティックライブ
- 曽我部恵一withダブルオー・テレサ『無政府主義的恋愛ツアー』（2004年11月4日 - 2005年1月15日）※38公演。11月4日、新潟woody、11月27日、京都・磔磔公演はソロでのアコースティックライブ
- アコースティック・ソルジャー・ツアー（2005年4月2日 - 9月17日）※12公演
- 遠藤賢司 VS 曽我部恵一 弾き語りツアー『純音楽の友』（2005年7月2日 - 7月4日）※3公演
- 鈴木慶一『TOUR'08"Captain and Firdt Mates"』（2008年3月15日 - 4月11日）※5公演
- ソロ・アコースティック・ツアー2008-2009（2008年12月14日 - 2009年1月23日）※8公演
- 鈴木慶一『TOUR'09"Captain HATE and The Seasick Sailors登場!"』（2009年9月22日 - 9月25日）※3公演
- 『曽我部恵一ワンマンライブ "LOVE SONG"』（2014年12月28日）

### 曽我部恵一BAND
- 曽我部恵一BAND 九州ツアー with ART-SCHOOL（2005年10月20日 - 10月24日）※4公演
- 曽我部恵一BAND in 春ツアー3000（2006年3月20日 - 4月23日、19本）
- 曽我部恵一BAND × フラワーカンパニーズ『ダブルダイナマイト・ツアー』（2006年6月21日 - 7月2日）※5公演。青森ではアフター・パーティもあり
- 曽我部恵一BAND TOUR2007 『そうだ、LOVE CITYへ行こう。』（2007年4月29日 - 6月6日）※9公演。初日はオールナイト・イベント
- CLUB SNOOZER & 曽我部恵一BAND『ジョイント・ツアー』（2007年6月22日 - 7月7日）※5公演
- 曽我部恵一BAND summer tour08『センチメンタルな夏』（2007年8月6日 - 12日）※4公演
- 曽我部恵一BAND TOUR2007-2008（2007年9月22日 - 2008年2月3日）※22公演
- 曽我部恵一BAND TOUR2008『キラキラ!』2008年4月18日 - 7月6日）※16公演
- ソカバン関東ツアー2008 カントー的。（2008年11月15日 - 11月30日）※11公演
- ソカバンニューシングル「ほし」リリース記念!七福星ツアー☆（2009年2月6日 - 20日）※8公演
- 曽我部恵一BAND TOUR2009 ハピネス!（2009年6月9日 - 8月30日）※24公演
- 曽我部恵一BAND 『プレゼント』発売記念 インストアイベントツアー（2009年10月8日 - 11月22日）※7公演

### 曽我部恵一ランデヴーバンド
- ランデヴーコンサート2008（2008年1月22日 - 30日）※5公演

### 出演イベント
「※」は曽我部恵一BANDとしての出演

## CM
- キリンビール やわらか（2004年11月-）※土岐麻子とのデュエット・ヴァージョンもあり
- トヨタ トヨペット（2005年）※楽曲はのちの「恋人たちのロック」
- サッポロビール ヱビス<ザ・ホップ> 『グリーンベンチ篇』（2007年4月）※ASA-CHANGと共演
- ピジョン（2008年4月-）※曽我部のソロとオーケストラ・インストの2曲あり
- ケンタッキーフライドチキン 「スヌーピーボウル＆プレートつきパック『走る女の子』」篇」（2008年11月27日 - ）※ボーカルは娘の曽我部ハルコが担当
- アットローン（2008年11月-）※インスト
- 日産セレナ「SERENA」（2009年5月 - ）※曽我部恵一BAND「思い出のアルバム」
- 日産セレナ行進編（2009年10月-）※ソカバンwithガチャピン・ムック「おはようスイッチ」
- ジャックスカード「屋久島にて」篇（2010年3月）※曽我部恵一BAND「Sleeping Beauty」
- サンダース・リゾート（2010年）※サニーデイ・サービス「南口の恋」
- ファンケル カロリミット「女性編」（2010年9月 - ）※「いっぱい食べる君が好き〜Song For Girls」
- ローソン プレミアムロールケーキ「なんにもない日、おめでとう。」篇（2010年）※「パリへ行ったことがあるかい?」、漬けダレ2段仕込み ご飯がすすむ「鶏から」（2012年9月）
- 積水ハウス 企業CM「積水ハウスの歌2012」篇（2012年）※「積水ハウスの歌 デュエットヴァージョン」 村上ゆきとデュエット
- 江崎グリコ ポッキー「改名ポッキーの歌」（2016年12月 - 2017年3月）[6]

## ROSE RECORDS
曽我部恵一が主宰するインディーズレーベル